# Flans
Flans es un grupo musical femenino mexicano de pop que alcanzó popularidad durante la segunda mitad de la década de 1980. Originalmente integrado por Ilse, Ivonne y Mimí. Desde 2021 la agrupación sigue vigente como dueto con sus integrantes originales Ilse y Mimí.

## Trayectoria

### Inicios musicales

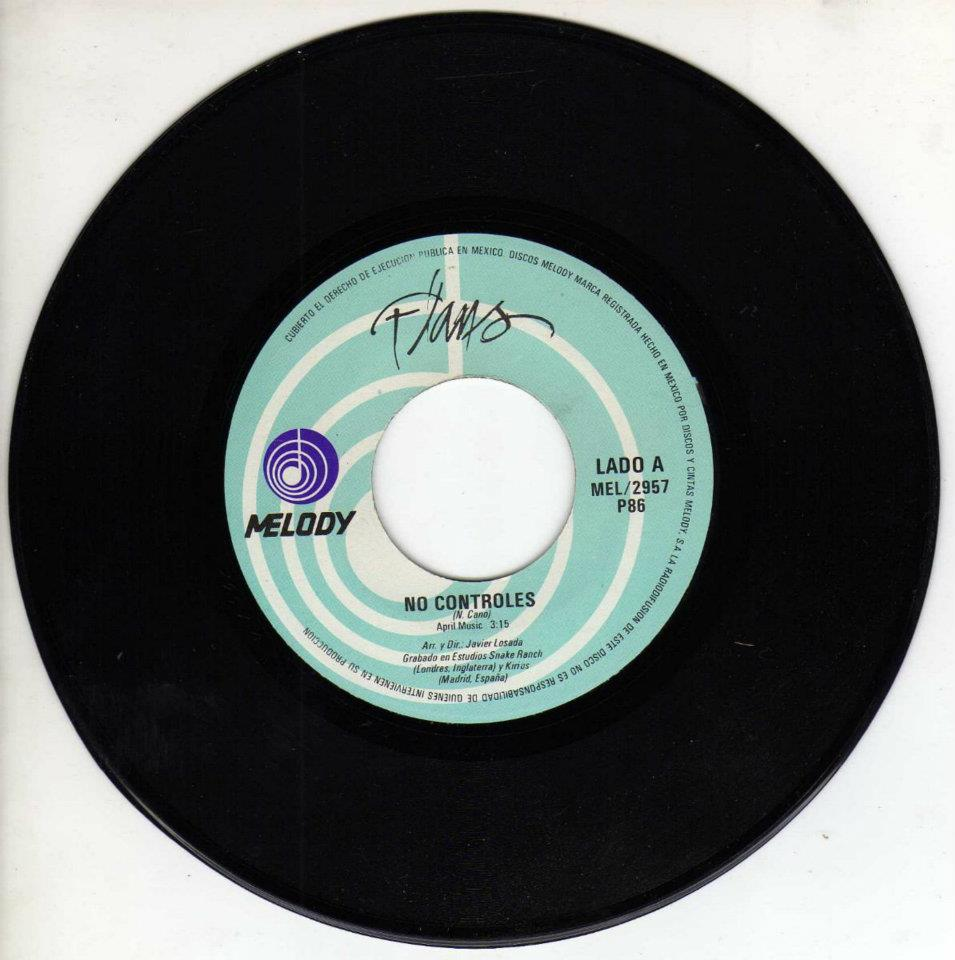
Disco de vinilo del sencillo «No controles», 1985

Tras una inversión considerable por parte de Mildred Villafañe, Ilse, Ivonne y Mimí grabaron su primer LP, Flans, en Inglaterra, Francia, España, Italia y Alemania, bajo la producción de la misma Villafañe y de Mariano Pérez.

### 1985: Álbum debut homónimo
El primer sencillo, «Bazar», creación del dueto de compositores mexicanos Carlos Lara y Jesús Monárrez, captó la atención del público, que colocó el tema en los primeros lugares de popularidad de las radiodifusoras en México.[cita requerida] Para su promoción, se inició una campaña publicitaria llamada «Ya viene Flans».[cita requerida] El 6 de octubre de 1985, en el programa Siempre en domingo, su conductor Raúl Velasco realizó el lanzamiento oficial del grupo.
Su segundo sencillo fue «No controles», del autor español Nacho Cano, entonces miembro del grupo Mecano. Su video musical entró al mercado anglosajón por MTV y se colocó en los primeros lugares de popularidad en la lista Billboard.[cita requerida] Luego empezaron a hacer promoción de los temas «Me gusta ser sonrisa» y «Ay amor». 

### 1986:20 millas
Para 1986, dieron a conocer su segundo álbum, 20 millas, grabado en España, bajo la producción nuevamente de Mariano Pérez. El disco se estrenó con el tema «Tímido».[cita requerida] Para su promoción, realizaron una gira por Centro-Suramérica y parte de los Estados Unidos.[cita requerida] Ese mismo año se lanzó una marca de ropa con el nombre Códice Flans.[cita requerida] Después de «Tímido», se lanzaron los temas «Hoy por ti, mañana por mí», «20 millas», «Desde la trinchera», entre otros.[cita requerida]
En el programa Siempre en domingo, se creó una sección especial que invitaba a niñas hasta los trece años a participar por la mejor imitación de Flans en el concurso Bailemos con Flans. El grupo fue incluido entre los 15 grandes de Siempre en Domingo 1986 con el tema «No controles», en donde compartieron el escenario con las pequeñas ganadoras del mencionado concurso.[cita requerida]

### 1987:Luz y sombra
Para 1987, graban su tercer disco titulado Luz y sombra, presentado en la Ciudad de México. De este disco salió el primer sencillo «Corre, corre», seguido de «Me he enamorado de un fan», «Luz y sombra» y «Las mil y una noches».[cita requerida] Graban el videoclip para el tema «Me he enamorado de un fan» en estilo de los años 40, recordando la época de oro de la XEW en sus instalaciones.[cita requerida] El tema «Luz y sombra» de la compositora Amparo Rubín fue escogido como tema central de la telenovela de Televisa del mismo nombre protagonizada por Thalía y Alberto Mayagoitia.[cita requerida] Ese mismo año, participa en un programa especial realizado por Televisa a favor de los damnificados de los sismos de 1985 con el video del tema «Cuenta conmigo», el cual se grabó en la Plaza de las Tres Culturas en Tlatelolco en la Ciudad de México.
Son invitadas a participar en un proyecto navideño llamado «Esta navidad», patrocinado por Coca-Cola, en el que juntaron sus voces con Daniela Romo, Mijares, Fandango, Yuri, Amanda Miguel y Timbiriche (entre otros), haciéndose llamar La Fraternidad. 

### 1988:Alma gemela
A finales de 1988 dieron a conocer su cuarto disco Alma gemela, el cual se realizó en Milán, Italia; en Londres; en Nueva York y en México, cuya producción y arreglos estuvieron a cargo de Mildred Villafañe y Roberto Colombo. Esta producción abre con una voz en off del tema «Alma mía» de la compositora María Grever, dando introducción al primer tema de este disco «Alma gemela». Se lanzaron para su promoción canciones como «Tiraré», «Alma gemela», «Giovanni Amore», «Detrás de tu silencio» y «No soy tan fuerte».[cita requerida] Graban el video del primer sencillo «Tiraré» en el que tienen como invitado al escritor Carlos Monsiváis.[cita requerida]
Ese mismo año son invitadas a participar en el Festival Mundial Popular de la Canción Yamaha en Tokio (Japón), para el cual graban la canción «Alma gemela» (en inglés, «Twin Soul»), al que desafortunadamente no pudieron asistir ya que este quedó previamente cancelado por encontrarse el emperador japonés en mal estado de salud. Aun así, promueven en presentaciones televisivas la canción en inglés editando el sencillo en disco especial de 45 RPM, sonando en la radio en su versión espanglish.
Vuelven a los 15 Grandes de Siempre en Domingo donde fueron galardonadas por el tema «Alma gemela». Regresan a la segunda emisión del programa de Verónica Castro, Aquí está.[cita requerida]

### 1989:Cuéntamelo Dum Dum
Para junio de 1989, se publica su quinta producción: Cuéntamelo Dum Dum, realizan un concepto diferente, al lanzar un disco doble dedicado al público infantil: La historia de Dum Dum, Novovipipo, Tajín y los 7 truenos, El mosco, y El hijo del arcoíris, son cuentos narrados por las integrantes del grupo los cuales cada uno tiene su respectiva canción.[cita requerida] El personaje central es Dum Dum, el Duende de las Vueltas. De esta producción se extrae el sencillo «El mosquito bilingüe». Vuelven a participar en un disco navideño llamado Nueva navidad en el cual comparten créditos con Alejandra Guzmán, Lucero, Menudo, Sasha Sökol, entre otros y el tema a promocionar fue «Vuelve al hogar». Así como en dos LP dedicados a las canciones de los años 1940 y 1950.[cita requerida]

### 1990-1991: La primera separación yAdiós
Tras los rumores de que Ilse, Ivonne y Mimí no se llevaban bien, Ivonne se casó con el músico Fernando Toussaint y había que sustituirla por otra integrante, en marzo de 1990 el grupo anuncia su desintegración en el programa que las vio nacer Siempre en domingo de Raúl Velasco argumentando, que Ivonne se casaba pero que a su vez querían hacer una pausa en su carrera después de cinco años muy intensos de trabajo. Flans se desintegraba con su alineación original porque desde un principio se habían propuesto un pacto de amistad en que siempre serían Ilse, Ivonne, Mimi y «la cuarta Flans»: Mildred Villafañe.[cita requerida] Siempre en domingo realiza un programa especial llamado Revelaciones conducido por Rebeca de Alba en donde cada una de las integrantes de Flans narra a lo que se quieren dedicar en un futuro próximo (Ilse a la orfebrería, Ivonne a la pintura y Mimi siendo empresaria) así como la trayectoria del grupo desde sus inicios y presentaciones en el programa dominical.[cita requerida]
Editan su sexto y último disco que titularían Adiós, realizado por Mildred Villafañe y Roberto Colombo, en el cual Ilse participa como autora del tema «Niña», Mimi de «Y no estás» e Ivonne de «El cuadro», además que en él se incluye una versión de la canción que hiciera famosa la cantautora española Luz Casal: «A cada paso» que fue el primer sencillo de este LP. En este disco se incluyen temas como: «Una décima de segundo», «Ya no puedo detenerme», «Pececito», entre otros. Entre los últimos compromisos que tuvieron todavía antes de la desintegración, Ilse, Ivonne y Mimi amadrinaron a su excompañero de proyecto televisivo Pedro Marás, lanzamiento masculino juvenil de Mildred Villafañe en el que las Flans aportan sus voces para hacer coros en el primer y único disco de Marás.[cita requerida] Se unen a los Optimistas y participan en el proyecto musical Únete a los optimistas de la Ma.Esther Aguirre de Rodríguez con el tema La Torre de Babel.[cita requerida]
Flans realiza su gira de despedida por toda la República Mexicana, Centro-Suramérica y Estados Unidos.[cita requerida] Ofrecen una rueda de prensa para despedirse de los medios de comunicación y cierran con un concierto en el Teatro las Torres en Ciudad Satélite Naucalpan, México.[cita requerida]

### 1999-2000: El regreso yHadas
En 1999, Mildred Villafañe se pone en contacto con Ilse, Ivonne, y Mimí para ver la posibilidad de un reencuentro.[cita requerida] Son entrevistadas en diferentes medios de comunicación y son galardonadas por la revista Eres por su trayectoria musical, además ofrecen 5 conciertos en el Auditorio Nacional en la Ciudad de México.[cita requerida] Editan su séptima producción Hadas el cual grabaron en Londres y Los Ángeles, y fue producido por Mildred Villafañe, Aarón Montalvo, Luis Carlos Esteban e Ivonne, integrante del grupo; quien escribió la canción «Uno de tantos». El primer sencillo fue «Hadas» de Juan Pablo Manzanero, seguido de «Si te vas», «Tu eterna pesadilla», «Rufino» y «Gracias», una versión en español del tema «Thank You» de la cantante inglesa Dido.[cita requerida]
Se presentan en el mes de diciembre en el Teletón 1999 y aparecen en diversos programas de televisión, entre ellos el programa matutino Hoy y Otro rollo de Adal Ramones, en el que por primera vez después de 10 años revelan los verdaderos motivos de la desintegración del grupo argumentando el abandono personal que sufrieron por parte de su representante, la carga de trabajo, la desorganización, así como problemas personales con la representante.[cita requerida] Adicionalmente, se presentan en un concierto especial en el Hard Rock Café México.[cita requerida]

### 2001-2006: Derechos del nombre y segunda separación
Para marzo del 2001, Flans retoma su carrera junto con Mildred Villafañe como productora, esto hace que exija mayor porcentaje en ganancias por ser la titular del nombre y concepto Flans a lo que el trío se opone y empiezan una disputa legal en torno al nombre. Dicha disputa se expuso en un programa especial llamado El ojo del Huracán conducido por Aurora Valle de Televisión Azteca. Así que después de varios meses, la Dirección General de Derechos de Autor decidió dar el fallo de la titularidad del nombre «Flans» a favor de Villafañe.[cita requerida]
Después de esto el trío, decide a adoptar el nombre de IIM (las iniciales del nombre de cada una) con el que lanzaron la séptima producción titulada simplemente IIM bajo el sello Universal, con temas en versiones electrónicas adaptadas a la época de sus anteriores temas. La comunidad lésbico-gay les hace por primera vez un reconocimiento a su trayectoria como un ícono para la comunidad gay.[cita requerida]
Para conmemorar el vigésimo aniversario del grupo se reconcilian con Villafañe y deciden festejar con una gira de Aniversario, a la que nombraron 20 millas después. Regresan como Flans en una serie de conciertos en México y Estados Unidos patrocinada por TV Azteca. Da por terminada la gira el 15 de diciembre de 2005 en la Plaza de Toros México, con su repertorio clásico, poniendo así una nueva pausa en la escena musical.

### 2012-2014: Segundo reencuentro yPrimera fila: Flans
Aprovechando los 25 años del grupo Pandora, son invitadas a la grabación de una nueva versión del tema «Las mil y una noches»  para el disco De plata de Pandora, a la cual solo asisten Mimí e Ilse. De esto se derivaron 3 presentaciones en vivo en el Auditorio Nacional en las cuales fueron invitadas por la agrupación Pandora en su último concierto del 2012, donde interpretaron su tema «Veinte millas». Después, deciden reunirse en el proyecto que ellas denominan Y si nosotras, el cual teniendo como marco de la Feria de Puebla el 12 de mayo de 2012, se presentan con un concierto que tiene como base las canciones de Flans pero cantando también temas de ellas como solistas y otros artistas, junto con sus músicos y 2 coros. En entrevista comentaron que la idea original era organizar un reencuentro del trío, sin embargo aclararon que se enfrentaron una vez más a la negativa de Ivonne.[cita requerida]
A finales del 2012, sorpresivamente Ivonne se pone en contacto con Ilse y Mimí para hacerles saber que estaría interesada en un posible reencuentro musical.[cita requerida] De esta forma, haciéndose llamar Ilse, Ivonne y Mimí realizan oficialmente su regresó el 20 de abril de 2013, a los escenarios con la gira Hoy por ti, la cual se llevó a cabo en diversos puntos de República Mexicana. Durante entrevistas destacaron la realización de un posible disco inédito para el 2014.

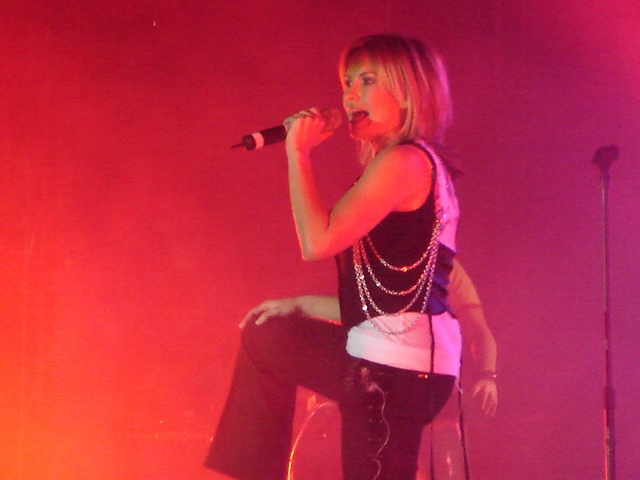
Ilse Olivo Schweinfurth, Durante el Tour Hoy Por Ti 2013

El 25 de marzo de 2014, anuncian el lanzamiento de su nuevo álbum discográfico en el formato Primera fila para los meses siguientes. Primera fila: Flans representó, además, la firma de contrato con Sony Music como la nueva casa disquera del grupo. El nuevo disco contiene cuatro temas inéditos que marcan una nueva etapa en la historia del grupo, siendo uno de ellos «Yo no sería» su primer sencillo. La grabación se llevó a cabo el 11 de junio de 2014 y el lanzamiento de Primera fila se dio el 30 de septiembre de ese año.
Como parte de la promoción de su nuevo álbum, participaron en varios festivales de radio y fueron madrinas de la develación de placa por 2000 representaciones del musical «Mentiras». Posteriormente, el trío anuncia su nueva gira: Tour Flans Primera Fila, con el que recorrieron plazas de México, Estados Unidos, Centroamérica y algunos países de Sudamérica.

### 2015-2019: Flans 30 años y Tour así somos
Con motivo del festejo por sus tres décadas de trayectoria, deciden dar fin a su gira Primera fila para dar lugar a una nueva serie de espectáculos, la gira Flans 30 años la cual inició en septiembre del 2015 y continúa sus presentaciones durante todo el 2016 y parte del 2017 principalmente en México y Estados Unidos.
En 2017 comenzaron la gira Tour Así somos. La gira finalizó en 2019 en la que Ivonne decide tomar un receso para dedicarse a sus actividades artísticas como pintora.[cita requerida] Ilse y Mimi continúan como dúo y se unen a la gira Tour Pop and Rock de los ochenta con varias agrupaciones de la época.[cita requerida]

### 2020-presente: Tourtodo haría por tieInesperado Tour
Luego de la salida de Ivonne del grupo, Ilse y Mimí deciden seguir en actividad, además consiguen el permiso para utilizar el nombre de Flans con el que se presentan hasta la actualidad.
En 2020 lanzan 3 sencillos promocionales: Un Año Más, Esta Navidad y Todo Haría Por Ti último sencillo que da título a su gira el 19 de junio de 2020. Además, realizan un concierto en Internet en beneficio por la Pandemia del COVID-19.
El 31 de julio de 2020 Flans ofrece el primer Auto Concierto de Latinoamérica luego de la pandemia, se realizó en la Ciudad de México y tuvo una gran concurrencia.
Para principios de 2021 comenzó a correr el rumor de una supuesta gira de Flans y Pandora, lo cual no había sido confirmado, propuesta que habían rechazado años anteriores, hasta junio de 2021 donde ambas agrupaciones confirmaron un tour llamado Inesperado Tour que comenzó el  26 de noviembre en la Arena Monterrey, para sorpresa de las cantantes este tour fue todo un éxito generando Sould Outs en la mayoría de las fechas programadas por lo que se decidió extender la gira no solo a 2022 sino que la gira sigue activa con fechas en 2023. El 9 de diciembre de 2022 se lanzó un CD-DVD llamado Inesperado Tour (En Vivo) el cual llega al número 1 en ITunes en solo unas semanas.

## Discografía

### Álbumes de estudio
| Año  | Álbum              |
| ---- | ------------------ |
| 1985 | Flans              |
| 1986 | 20 millas          |
| 1987 | Luz y sombra       |
| 1988 | Alma gemela        |
| 1989 | Cuéntamelo Dum Dum |
| 1990 | Adiós              |
| 1999 | Hadas              |
| 2002 | IIM                |

### Álbumes en vivo
| Año  | Álbum                     |
| ---- | ------------------------- |
| 2014 | Primera Fila:Flans        |
| 2022 | Inesperado Tour (En Vivo) |

### Sencillos
| Año  | Sencillo                     | Álbum              |
| ---- | ---------------------------- | ------------------ |
| 1985 | Bazar / Te Quiero, Te Quiero | Flans              |
| 1986 | ¡Ay amor!                    | Flans              |
| 1986 | En el Medio de los Dos       | Flans              |
| 1986 | Me Gusta Ser Sonrisa         | Flans              |
| 1986 | No Controles/Bazar           | Flans              |
| 1986 | Tímido                       | 20 Millas          |
| 1986 | Hoy por tí, mañana por mí    | 20 Millas          |
| 1986 | No, Él No es un Rocky        | 20 Millas          |
| 1986 | Veinte Millas                | 20 Millas          |
| 1987 | Esta Noche No                | 20 Millas          |
| 1987 | Corre, Corre                 | Luz y Sombra       |
| 1987 | Me He Enamorado de un Fan    | Luz y Sombra       |
| 1988 | Desde la Trinchera           | Alma Gemela        |
| 1988 | Las mil y una noches         | Alma Gemela        |
| 1988 | Tiraré                       | Alma Gemela        |
| 1988 | Alma Gemela                  | Alma Gemela        |
| 1988 | Giovanni Amore               | Alma Gemela        |
| 1989 | No Soy Tan Fuerte            | Alma Gemela        |
| 1989 | Detrás de tu silencio        | Alma Gemela        |
| 1990 | A Cada Paso                  | Adiós              |
| 1999 | Hadas                        | Hadas              |
| 1999 | Tu Eterna Pesadilla          | Hadas              |
| 2000 | Si te vas                    | Hadas              |
| 2000 | Rufino                       | Hadas              |
| 2014 | Yo No Sería Yo               | Primera Fila:Flans |
| 2020 | Todo lo Haría Por ti         | Promocional        |
| 2020 | Un Año Más                   | Promocional        |
| 2020 | Esta Navidad                 | Promocional        |

## Giras musicales
- 1986 - Gira promocional Flans y Mecano
- 1986 - Gira 20 millas
- 1990 - Gira Adiós
- 2000 - Gira Nostalgia
- 2001 - Gira La fuerza de la totalidad
- 2005 - Gira 20 millas después[1][2]
- 2013 - Tour Hoy por ti[45]
- 2014 - Tour Flans Primera fila[21][19]
- 2015 - Tour Flans 30 años[22][46]
- 2017 - Tour Así somos[47][48]
- 2020 - Tour Todo lo haría por tí
- 2022 -  Inesperado Tour Flans y Pandora